# Linda Woolverton
Linda Woolverton est une scénariste et actrice américaine, née le 19 décembre 1952 à Long Beach (Californie).

## Filmographie

### comme scénariste
- 1986 : The Real Ghost Busters (série télé)
- 1991 : La Belle et la Bête (Beauty and the Beast) de Gary Trousdale et Kirk Wise
- 1993 : L'Incroyable voyage (Homeward Bound: The Incredible Journey)
- 1994 : Le Roi lion (The Lion King) de Roger Allers et Rob Minkoff
- 1998 : Mulan de Tony Bancroft et Barry Cook
- 2010 : Alice au pays des merveilles de Tim Burton
- 2014 : Maléfique (Maleficent) de Robert Stromberg (avec Paul Dini)
- 2016 : Alice de l'autre côté du miroir (Alice in Wonderland 2: Through the Looking Glass) de James Bobin
- 2019 : Maléfique : Le Pouvoir du Mal (Maleficent: Mistress of Evil) de Joachim Rønning

### comme actrice
- 1995 : Beauty and the Beast: The Broadway Musical Comes to L.A. (téléfilm)